# Baligh Hamdi
Baligh Hamdi (بليغ حمدي, en árabe), (Shubra, 7 de octubre de 1931-París, 12 de septiembre de 1993) fue un famoso compositor egipcio que creó grandes canciones de éxito para muchos reconocidos cantantes árabes durante los años 1960 y 1970, especialmente.

## Biografía
Baligh Abdel Hamid Hamdi Morsi nació el 7 de octubre de 1932 en Shubra, distrito de El Cairo. Su padre era un profesor de física en la Universidad Rey Fuad I (actual Universidad de El Cairo). Aprendió a tocar el violín a los nueve años y más tarde el oud. Tomó clases de música con una variedad de maestros durante la infancia y adolescencia. Se convirtió en músico profesional en 1954 a los 22 años. Antes de eso, él había iniciado sus estudios en derecho, pero luego de un tiempo optó por no completarlos y dedicarse íntegramente a la música.
Comenzó su carrera como cantante, pero al poco tiempo se dedicó principalmente a la composición. Sus obras tuvieron muy buena aceptación, tal es así que a finales de 1950, la entonces famosa cantante Umm Kalzum, eligió su composición El Hob Eih para incluirla en su repertorio, logrando un gran éxito. A partir de entonces Hamdi se convierte en uno de los compositores más prolíficos de su época, componiendo canciones a grandes cantantes, como Abdel Halim Hafez, Fayza Ahmed, Layla Murad, Warda Al-Jazairia (con quien estuvo casado durante 10 años), Mayada El Hennawy, Sabah Fighali, Umm Kalzum, entre otros.
A pesar del gran éxito de su música Baligh nunca perdió su humildad, respetaba y admiraba profundamente a sus colegas compositores mayores a él, como Sayed Darwish, Mohamed Al Qasabgi, Mohammad Abdel Wahab, Riad Al Sunbati y Farid al-Atrash. De este último Baligh Hamdi decía que no sólo lo admiraba por ser un laudista y cantante excepcional, sino también por ser un compositor único, ya que según él, poseía un oído preparado tanto para la música oriental como la occidental.
Tanto era el éxito y tan requeridas eran sus obras que hasta abrió una oficina en donde sus composiciones eran pedidas por encargo, algo que nadie se había atrevido hacer anteriormente. Debido a esta fuerte presión por el requerimiento de sus obras su capacidad creativa en un momento se vio desbordada y no quería que su música se volviera repetitiva, llegando a pensar que su carrera estaba terminada y que solo lo recordarían por sus viejos temas. A eso se le sumarían sus problemas en la vida personal, el divorcio con la cantante Warda Al-Jazairia, con la que estuvo casado 10 años. A tal punto le afectó esta separación que intentó crearle un rival artístico, y comenzó a componerle temas a la cantante Mayada El Hennawy, quien tenía un timbre de voz similar al de Warda, pero no logró afectarla, ya que Warda estaba instalada en el público no solo por sus composiciones, sino también por propio mérito.

## Últimos años de su vida
Tras el fallecimiento de la cantante Umm Kalzum (1975) y el cantante Abdel Halim Hafez (1977), dos de los artistas que más popularizaron su música, sus últimos años de vida fueron difíciles. Si bien había nuevos cantantes para interpretar sus canciones como el reconocido cantante egipcio Hany Shaker, Baligh, carecía de la inspiración de los mejores años de su vida. Además, su salud se empezaba a deteriorar debido a que le diagnosticaron cáncer de hígado por el cual se vio forzado a migrar a París para realizar los tratamientos médicos. Durante cuatro años luchó contra su enfermedad viajando desde París a Londres.
Transcurriendo el año 1984 se vio involucrado en un caso policial en donde se lo acusaba de la muerte de la cantante marroquí Samira Melian (en idioma árabe سميرة مليان), la cual murió al caer de un balcón en circunstancias poco claras, pero durante las investigaciones se comprobó que se trató de un suicidio y logró su absolución en 1989.
Finalmente Balig Hamdi murió el 12 de septiembre de 1993. Su muerte provocó una sensación de gran vacío en el ámbito musical árabe. Hasta el día de hoy es recordado por sus magnífico poder creativo y su gran facilidad para componer canciones, además, logró la admiración de los más reconocidos compositores y cantantes de la época.

## Contribución a la música árabe
Baligh Hamdi decía con frecuencia: "debemos buscar la sustancia en la tradición local, el patrimonio nacional, si queremos ser capaces algún día de componer obras de alcance mundial", así que sus ideas musicales se basaban principalmente en melodías y ritmos populares de Egipto. También tomó para sus composiciones ideas de la música contemporánea pero principalmente el sonido que buscaba era el de la música clásica, debido a la utilización de una gran orquesta de cuerdas a las cuales les adicionó posteriormente el uso de teclados electrónicos, saxofón, acordeón y guitarras eléctricas en armonía con la orquesta tradicional árabe, intercalando pasajes musicales entre las cuerdas y ellos, aunque en un principio se rehusó a utilizar dichos instrumentos occidentales hasta tanto no fueran modificados para lograr alcanzar el cuarto de tono que requiere la música árabe para no desfigurar la misma.

## Sus obras musicales
De entre sus extensas obras musicales se destacan:
- Gana El Hawa, Letra Muhamad Hamzah, Música Baligh Hamdi.
- Sawah, Letra Muhamad Hamzah, Música Baligh Hamdi.
- Zay El Hawa, Letra Muhamad Hamzah, Música Baligh Hamdi.
- Mawaood, Letra Muhamad Hamzah, Música Baligh Hamdi.
- Madah Al Qamar, Letra Muhamad Hamzah, Música Baligh Hamdi.
- Ay Damaet Hozn La, Letra Muhamad Hamzah, Música Baligh Hamdi.
- Ansak, Letra Maamoon Shinawi, Música Baligh Hamdi.
- Sert El Hob, Letra Mursi Gamel Aziz, Música Baligh Hamdi.
- Baeed Annak, Letra Maamoon Shinawi, Música Baligh Hamdi.
- Alf Lela u lela, Letra Mursi Gamel Aziz, Música Baligh Hamdi.
- El Hob Eih, Letra Abdel Wahab Muhammad, Música Baligh Hamdi.
- Esmaouni, Letra Seied Mursi, Música Baligh Hamdi.
- El Hob Ely Kan, Letra y Música Baligh Hamdi.
- Ana Baashaak, Letra y Música Baligh Hamdi.
- Mestaniak, Letra Abdel Wahab Muhammad, Música Baligh Hamdi.

Además fue compositor de muchas bandas sonoras de grandes películas, telenovelas, obras de teatro, programas de radio y TV egipcias de la época. También fue un gran creador de temas musicales patrióticos para su nación, como Ya Habibbti Ya Masr.